# Кубанска румба
Румба је секуларни жанр кубанске музике који укључује плес, удараљке и песму. Настао је у северним регионима Кубе, углавном у урбаној Хавани и Матанзасу, крајем 19. века. Заснован је на афричкој музичкој и плесној традицији, наиме афро-кубанског тајног друштва Абакуа и афро-кубанске музичке традиције јука, као и Coros de clave са седиштем у Шпанији. Према Аргелиерсу Леону, румба је један од главних „жанровских комплекса“ кубанске музике, а термин румба комплекс данас често користе музиколози. У документарцу Ла румба из 1978. године, који је режирао Оскар Валдес, наводи се да је термин румба настао у Шпанији да означи „све оно што се сматра неозбиљним“, што потиче од израза „mujeres de rumbo“. Алтернативно, на Куби термин можда потиче из западноафричког или банту језика, због сличности са другим афро-карипским речима као што су тумба, макумба, мамбо и тамбо. Овај комплекс обухвата три традиционална облика румбе (јамбу, гуагуанко и колумбија), као и њихове савремене продукте и друге стилове.
Традиционално га изводе сиромашни радници афричког порекла на улицама и у двориштима (solares); румба је један од најкарактеристичнијих облика музике и плеса на Куби. Вокална импровизација, сложени плес и полиритмијско бубњање су кључне компоненте свих стилова румбе. Дрвене кутије (сajones) су се користиле као бубњеви све до почетка 20. века, када су их заменили тумбадорас (конга бубњеви). Током забележене историје жанра, која је започела четрдесетих година 20. века, било је бројних успешних румба бендова као што су Лос Папинес, Лос Муњекитос де Матанзас, Клаве и Гуагуанко, АфроКуба де Матанзас и Јоруба Андабо.
Од раних дана, популарност жанра углавном је ограничена на Кубу, иако је њено наслеђе потицало и даље од острва. У Сједињеним Државама дао је име такозваној „балској румби“ или румби, а у Африци соукоус се обично назива „конгоанска румба“. О њеном утицају у Шпанији сведоче румба фламенка и каталонска румба.
Кубанска румба уврштена је 2016. године на Унескову листу нематеријалног културног наслеђа човечанства.

## Етимологија
Порекло појма румба остаје непознато и Diccionario de la lengua española не пружа етимолошке податке. Према Жуану Короминасу, реч потиче од „румбо“, што значи „узбуна“ (и претходно „помпа“), а такође и „ток брода“, која и сама може проистећи из речи „ромбо“ („ромб“), симбол који се користи у компасима. Током 19. века на Куби, тачније у урбаној Хавани и Матанзасу, људи афричког порекла првобитно су користили реч румба као синоним за забаву. Према Олавоу Алену, на овим просторима „временом румба више није само реч за забаву и поприма значење дефинисаног кубанског музичког жанра и такође врло специфичног облика плеса“. Изрази румбон и румбантела (последњи пореклом из Галиције или Португалије) често се користе за означавање перформанса румбе на улицама.
Због своје широке етимологије, термин румба је историјски задржао одређени степен полисемије. Слично томе, у Кубано буфо позоришту, на почетку 20. века, гуараче које су певали на крају емисије су називане Румба коначна (rumba final) иако не деле ниједну музичку сличност са стварним румба.

## Карактеристике

### Инструментација
Инструментација румба се историјски разликовала у зависности од стила и доступности инструмената. Основни инструменти било ког румба ансамбла су клавеси, две тврде дрвене палице које се ударају једна о другу, и конга бубањ: куинто (олово бубањ, највиши тон), трес дос (средњи тон), и тумба или салидор ( најнижи тон). Остали уобичајени инструменти укључују идиофон ката или гуагуа, дрвени цилиндар; палитос, дрвени штапићи за ударање у кату; шејкер попут чекере и марака; стругалице као што је гуиро; звона и кајонес, дрвене кутије које су претходиле конго бубњевима. Током 1940. године, жанр је доживео међусобни утицај са сон кубаном, посебно у извођењу ансамбла Септето Национал Игнасија Пинеира и ансамбла Арсенија Родригеза, што је довело до уградње инструмената као што су трес гитара, контрабас, труба и клавир, и уклањања идиофонских инструмената. У исто време, кубански велики бендови, у сарадњи са музичким уметницима као што је Чано Позо, почели су да укључују аутентичне румбе међу своје плесне комаде. Група АфроКуба де Матанзас, основана 1957. године, додала је бата бубњеве традиционалном ансамблу румбе у свом стилу, познатом као бата-румба.

### Ритам
Иако се румба игра претежно у бинарном такту (двоструки пулс: 2
4, 4
4), троструки такт (троструки пулс: 9
8, 3
4) је такође присутан. У већини стилова румбе, као што су јамбу и гуагуанко, двоструки пулс је примарни, а троструки пулс је секундарни. Супротно томе, у руралном стилу колумбија, троструки пулс је примарна структура, а двоструки пулс је секундарни. Ово се може објаснити због "бинаризма" афричких тернарних ритмова. И клавеси и квинто (оловни бубањ) одговорни су за успостављање ритма. После тога, други инструменти свирају своје делове подржавајући оловни бубањ. Ритмично, румба се заснива на петотактном водећем обрасцу названом клаве и инхерентној структури коју преноси.

### Структура песме
Песме јамбу и гуагуанко често почињу са солистом који пева мелодију са бесмисленим текстом, уместо са текстом заснованом на речима. Овај уводни део назива се дијана. Према Ларију Круку, дијана је важна јер „садржи и први хорски рефрен“. Главни певач пружа мелодијску фразу или музички мотив/тему за хорске секције или може представити нови, али сродан материјал. Стога, певач који пева дијану иницира почетак румбе за публику. Певач затим импровизује текстове наводећи разлоге извођења румбе. Ова врста импровизације назива се децимар, јер се ради у децимасима, десет редака. Алтернативно, певач би могао да отпева устаљену песму. Неки од најчешћих и најпрепознатљивијих стандарда румбе су „Аве Марија Морена" (јамбу), „Лора комо лоре" (гуагуанко), "Куба линда, Куба хермоса" (гуагуанко), "Чина де оро (лаје лаје)" (колумбија) и „А Маланга“ (колумбија).
Песме Румба састоје се из два главна одељка. У првом, канто, учествује главни вокал, који изводи проширени текст стихова који су понекад делимично импровизовани. Главни певач обично свира клавесе. Прва секција може трајати неколико минута, док главни вокал не да знак осталим певачима да понове кратки рефрен хора, у позиву и одговору. Овај други одељак песме понекад се назива и монтуно.

## Историја
Поробљене Африканце на Кубу су први пут довели рани шпански насељеници у 16. веку. Због значаја шећера ради извоза током касног 18. и почетком 19. века, још већи број људи из Африке је поробљен, доведен на Кубу и присиљен да ради на плантажама шећера. Тамо где је живела велика популација поробљених Африканаца, афричка религија, плес и бубњање тајно су се чувале кроз генерације. Интеракција Африканаца и Европљана на острву донела је оно што је данас познато као афро-кубанска култура. Ово је процес познат као транскултурација, идеја коју је кубански учењак Фернандо Ортиз у први план изнео у културним студијама попут Кубанског контрапункта: дуван и шећер. Кубанска транскултурација спаја шпанску културу са афричком, као и код стапања пронађеног у румби. Ортиз је транскултурацију видео као позитивну друштвену силу: „посвећујући потребу за узајамним разумевањем да би се кренуло ка постизању коначног интегритета нације“.
Већина етномузиколога слаже се да се корени румбе могу наћи у соларама Хаване и Матанзас током 1880-их. Соларес, познате и као куартериас, биле су велике куће у сиромашним пристанишним четвртима Хаване и Матанзаса. Многе важне личности у историји румбе, од Маланге до Монго Сантамарије, одгајане су у соларама. Ропство је укинуто 1886. године на Куби, а прву генерацију слободних црначких грађана често су називали negros de nación, термин који се често налази у текстовима песама румбе.
Најранији родоначелници урбаних стилова румбе (јамбу и гуагуанко) могли су се развити током раног 19. века у ропским баракама (barracones) много пре него што се употребио термин румба као жанр. Такви прото-румба стилови вероватно су били опремљени предметима за домаћинство као што су кутије и фиоке уместо конги, и таве, кашике и штапићи уместо гуагуаса, палитоса и клавеса. Иако су ови рани претходници румбе једва документовани, директни прекурзори према средини и касном 19. веку били су широко проучавани. Урбани стилови румбе утемељени су у такозваним coros de clave и coros de guaguancó, уличним хоровима. Поред тога, широко распрострањени јука плес и музика конгоанског порекла постали су интегрисани у такве хорове, позајмљујући њихове удараљке и плесне покрете. Поред тога, тајне традиције Абакуа укорењене у региону Калабар у западној Африци, које су превладавале и у Хавани и у Матанзасу, такође су утицале на развој румбе као синкретичног жанра.

### Coros de clave
Coros de clave увео је каталонски композитор Хосе Анселмо Клаве и постао је популаран између 1880-их и 1910-их. Чинили су га чак 150 мушкараца и жена који су певали у 6
8 ритму са европским хармонијама и инструментима. Песме су започињале женском соло певачицом, праћено хорским певањем на позиве и одговоре. До 1902. могло је постојати чак 60 сoros de clave, од којих су неки негирали било какав афрички утицај на њихову музику.
Од сoros de clave еволуирао је coros de guaguancó, који су углавном чинили мушкарци, имала је 2
4 ритам, и бубњеви. Из ових ансамбала настале су прве аутентичне румба групе, а са њима се појавило и неколико врста румбе, укључујући сада популарне гуагуанко и јамбу. Међутим, друге су изгубљене у времену или су данас изузетно ретке, попут тахоне, папалоте, тонаде, јирибиле и реседе.

### Рано препознавање и снимање
Румба је служила као израз оних који су били угњетавани, чиме су започели друштвени и расни идентитет са румбом. Синтеза култура може се видети у румби јер „показује континуитет са старијим традицијама и развој нових. Сама румба је комбинација музике, плеса и поезије“. Током ропства, и након што је укинуто, румба је служила као социјално место за потлачене робове и нижу класу, а обично се плесала на улицама или двориштима у урбаним срединама. Сматра се да је румба израсла из социјалних прилика у Хавани, јер је „била центар великог броја робова Африканаца до краја осамнаестог века. Побуна је била тешка и опасна, али протест у прикривеном облику често се изражавао у рекреативној музици и плесу“.
Чак и након што је на Куби укинуто ропство, и даље је остала социјална и расна неједнакост, са којом су се Афро-Кубанци суочили користећи музику и плес румбе као излаз из фрустрације. Будући да су Афро-Кубанци имали мање економских могућности, а већина је живела у сиромаштву, стил плеса и музике стекли су националну популарност и признање тек педесетих година 20. века, а посебно после ефеката Кубанске револуције 1959. године. Прва комерцијална студијска снимања кубанске румбе направили су 1947. у Њујорку Карлос Видал Боладо и Чано Позо за СМЦ Про-Арте, а 1948. у Хавани Филиберто Санчез за Панарт. Прве снимке румбе комерцијалног ансамбла направили су средином 1950-их Алберто Зајас и његов Коњунто Афрокубано Лулу Јонкори, дајући хит "El vive bien" из 1956. Успех ове песме подстакао је промоцију друге румба групе, Лос Муњекитос де Матанзас, која је постала изузетно популарна. Заједно са Лос Муњекитос, Лос Папинес су били први бенд који је популаризовао румбу на Куби и у иностранству. Њихова врло стилизована верзија жанра сматрана је „јединственим“ и „иновативним“ приступом.

### Постреволуционарна институционализација
Након кубанске револуције 1959. године, влада је учинила много напора да институционализује румбу, што је резултирало двема врстама представа. Прва је била традиционалнија румба која се изводила у дворишту са групом пријатеља и породице без икаквог владиног учешћа. Други је био стил посвећен туристима током извођења у позоришном окружењу.
Две институције које су промовисале румбу као део кубанске културе - на тај начин стварајући туристичке перформансе - су Министарство културе и Conjunto Folklórico Nacional de Cuba („Кубанска национална фолклорна компанија“). Како је Фолклорико Национал постајао све заступљенији у промоцији румбе, плес се „пребацио са свог првобитног места, углова улица, где је често делио пажњу са паралелним активностима у саобраћају, пословању и дружењу, у секундарне четврти, професионалну сцену, други дом, позоришну терасу“. Иако је Фолклорико Национал помагао у туристичкој промоцији румбе, Министарство културе помогло је успешно и безбедно организовање румбе на улицама.
У раним постреволуционарним временима спонтана румба могла се сматрати проблематичном због привлачења великих група у непредвидивом времену, што је узроковало загушења у саобраћају у одређеним областима и било повезано са тучама и пићем. Постреволуционарна влада имала је за циљ да то контролише „организовањем места где се румба може одвијати пријатно и успешно“. Ова промена у управљању румбом не само да је помогла у организацији плесова, већ јој је помогла да се одмакне од негативне конотације реметилачког догађаја из прошлости.
Иако је ова организација помогла да се стил румбе развије као аспект националне културе, то је имало и неке негативне ефекте. На пример, једна од главних разлика између пре- и пост-револуционарне је та што је након револуције румба постала структуриранија и мање спонтана. На пример, музичари плесачи и певачи окупили су се да би се надахнули кроз румбу. Другим речима, румба је била облик тренутка када је спонтаност у основи била једини циљ. Међутим, постреволуционарна Куба „довела је до манипулације формом румбе. Сажело је време догађаја румбе како би одговарало времену позоришта и концентрацији публике. Такође је кристализовао специфичне визуелне слике кроз уоквирене и упаковане плесне форме на сценама и посебним терасама за извођење." Као званични чувари националног фолклорног блага, Фолклорико Национал успешно је сачувао звук румбе средином двадесетог века у хаванском стилу.
Права традиционална или фолклорна румба није толико стилизована као позоришне презентације које изводе професионалне румба групе; него више атмосфера него жанр. Подразумева се да на Куби не постоји једна румба, већ много румби. Упркос структури која се у румби спроводи кроз Фолклорико Национал и Министарство културе, традиционални облици румбе плесани на неформалним друштвеним скуповима и даље су раширени.

### Наслеђе и утицај
Румба се сматра „најзанимљивијим жанром кубанске секуларне музике и плеса“. 1985. кубански министар културе изјавио је да „румба без Кубе није румба, а Куба без румбе није Куба“. За многе Кубанце румба представља „начин живота“, а професионални румбероси су је назвали „националним спортом, важним као и бејзбол“. Жанр је прожео не само културу Кубе већ и културу целе Латинске Америке, укључујући Сједињене Државе, својим утицајем на жанрове као што су балска румба, афро-кубански џез и салса.
Иако је румба технички сложена и њу обично изводе одређена друштвена класа и једна „расна група“, Кубанци је сматрају једном од најважнијих аспеката свог културног идентитета. Након институционализације после Револуције, румба је заузела положај као симбол онога за шта се Куба залаже и како Кубанци желе да међународна заједница замисли њихову земљу и њену културу и друштво: живахну, пуну радости и аутентичну.

## Стилови
Традиционално је румба класификована у три главна поджанра: јамбу, гуагуанко и колумбија. И јамбу и гуагуанко потичу из солареса, великих кућа у најсиромашнијим четвртима Хаване и Матанзас, углавном настањеним потомцима поробљених Африканаца. Оба стила су стога претежно урбана, плешу их и мушкарци и жене. Супротно томе, колумбија има првенствено рурално порекло, такође у централним регионима Кубе, коју готово искључиво плешу мушкарци, и остаје много утемељенија у западноафричкој традицији (посебно традицији Абакуа). Током 20. века ови стилови су еволуирали, а појавили су се и други поджанрови као што су гуарапачангуео и бата-румба. У свим румба стиловима постепено се повећава напетост и динамика, не само између плесача већ и између плесача и музичара и плесача и гледалаца/учесника.